# Rădăcinești, Vâlcea
Rădăcinești este un sat în comuna Berislăvești din județul Vâlcea, Muntenia, România.
Satul este alcătuit din străzile :Selaresti, Badesti, Coparsesti, Lotreni, Nebuni, Dealul Boului, Pereni, Cârstanesti, Fagetel, Câmp, Drăgușin, Udrea, Zid. 
În sat exista o fortificație tip castru roman construit de Arcasii Sirieni, dovada a existentei vieții îndelungată a acestui sat!  
Principala ocupație a celor din sat este agricultura.  
Satul dispune de un cămin cultural pentru organizarea diferitelor evenimente, o școală generala cu gimnaziu (în prezent funcționează doar clasele de grădiniță), o biserica construita în anul 1888 cu hramul '' Sfinții Arhangheli Mihail și Gavril ", cinci magazine alimentare.  
Transportul elevilor de liceu este gratuit (doar pentru cei ce învață la Liceul tehnologic de Turism din Călimănești.  
Privind transportul satul este deservit de compania S. C. Body-Trans S. R. L., care oferă curse zilnice de la Radacinesti-Călimănești, orele de plecare fiind  
L-V:6,00 6:50, 8:05, 9:35, 11:50, 12:40, 14:50, 16:40, 19:50 
Sambata și Duminica:6:00, 8:05, 10:50, 14:50, 16:40.   
Străzile sunt în mare parte asfaltate, satul mai beneficiază de alimentare cu apa, fibra optica prin rețeaua RDS-RCS, iluminat public.    
 Acest articol despre o localitate din județul Vâlcea este deocamdată un ciot. Puteți ajuta Wikipedia prin completarea lui.

Așezat la poalele muntelui Cozia, satul Rădăcinești este un sat tipic de munte.